# 527 هـ
527 هـ هي سنة في التقويم الهجري امتدت مقابلةً في التقويم الميلادي بين سنتي 1132 و1133.

## وفيات
- ابن الزاغوني
- ابن عبدون اليابري
- علي بن علوي
- ابن حمديس

- أسعد الميهني